# Kanton Aubervilliers-Ouest
Der Kanton Aubervilliers-Ouest war von 1967 bis 2015 ein französischer Wahlkreis im Arrondissement Saint-Denis, im Département Seine-Saint-Denis und in der Region Île-de-France. Er bestand aus einem Teil der Stadt Aubervilliers.

## Bevölkerungsentwicklung
| 1990   | 1999   | 2006   |
| ------ | ------ | ------ |
| 29.846 | 27.126 | 34.144 |